# ルイ・ツィンマーマン
ルイ・ヨハン・ハインリヒ・ツィンマーマン（Louis Johann Heinrich Zimmermann, 1873年7月19日 - 1954年3月6日）は、オランダ出身のヴァイオリニスト、作曲家。

## 経歴
フローニンゲンの生まれ。幼少時より父親から音楽の手ほどきを受け、1890年にライプツィヒでハンス・シットにヴァイオリンを、カール・ライネッケに音楽理論を師事した後、ブリュッセルでウジェーヌ・イザイの薫陶も受けた。1899年にアムステルダム・コンセルトヘボウ管弦楽団に入団し、1902年にはリヒャルト・シュトラウスの《英雄の生涯》の英国初演でヴァイオリン・ソロを担当して脚光を浴びる。1904年から1911年までロンドン王立音楽院の教授を務めた後に帰国し、アムステルダム・コンセルトヘボウ管弦楽団のコンサートマスターを務めた。1940年に演奏活動から引退した。
アムステルダムにて逝去。
作曲家としてはヴァイオリン協奏曲や室内楽曲を残し、ベートーヴェンやモーツァルトなどの協奏曲のカデンツァも残している。